# 認定損害保険士
認定損害保険士(にんていそんがいほけんし、Chartered Property Casualty Underwriter、CPCU)とは損害保険分野における資格である。

## 概要
米国の資格であることから米国認定損害保険士と呼ぶこともあるが、一般的にはCPCUと英語略称で呼ぶことが多い。

## CPCU(認定損害保険士)とは
認定損害保険士とは米国で損害保険教育を行う非営利法人CPCU研究所(American Institute for CPCU)が定める民間資格CPCU(Chartered Property Casualty Underwriter)の日本語訳である。1942年に米国で保険業界のプロフェッショナル水準を高めるべく資格認定機関として同研究所が設立され、翌43年に第1回の認定試験が実施された。資格の取得には試験8科目の合格、3年の実務経験、そして倫理基準の3要件を満たす必要があり、これらの要件を満たした者に対して米国CPCU研究所（AICOCU）から資格が授与される。当該資格は米国損害保険業界のプロフェッショナル資格の最高峰に位置されているとされ、現在までの資格取得者は6万人を超え、米国のほか、日本などでも国内損害保険会社のほか外資系損害保険会社、再保険会社、保険ブローカーなど保険業界関係者が取得している。

### 報道資料
- 「CPCU会員協会 2010年 新資格者授与式 日本支部では4人が取得 国内の取得者50人目前に」『保険毎日新聞』2010年11月30日